# Tupolev Tu-142
Il Tupolev Tu-142 (in cirillico Туполев Ту-142, nome in codice NATO Bear F e Bear J) è un aereo da pattugliamento marittimo antisommergibile e ricognitore d'alta quota progettato dall'OKB n°156, diretto da Andrej Nikolaevič Tupolev, e sviluppato in Unione Sovietica negli anni settanta dal bombardiere strategico Tupolev Tu-95.

## Storia

### Sviluppo
All'inizio degli anni sessanta, i primi SSBN entrarono in servizio con la United States Navy; era un nuovo stadio della Guerra fredda.
Il rapido sviluppo dell'arma strategica sottomarina indusse gli ambienti sovietici a richiedere un aggiornamento altrettanto rapido delle armi che potessero contrastarne la minaccia: nel 1962 il Ministero della Difesa emise una specifica che richiedeva un velivolo da pattugliamento marittimo con un raggio d'azione che fosse il doppio di quello dell'Ilyushin Il-38 che era ancora allo stadio di prototipo e che sarebbe entrato in servizio solo nel gennaio del 1969.
Nel febbraio del 1963 (con risoluzione del Consiglio dei ministri dell'Unione Sovietica), al fine di ridurre i tempi di sviluppo, venne deciso che il nuovo velivolo (al quale sarebbero spettati compiti di pattugliamento a lungo raggio, lasciando allo Il-38 quelli di medio raggio) sarebbe stato sviluppato sulla base del Tupolev Tu-95RTs.
Con estrema rapidità il 20 aprile successivo l'Aviazione della Marina Sovietica approvò i requisiti tecnici ed il successivo mese di ottobre il progetto preliminare era pronto. La realizzazione del velivolo non fu rapida ed il volo del primo prototipo (matricola 4200) ebbe luogo solo il 18 giugno del 1968, seguito da un secondo (matricola 4201) il 3 settembre e dal terzo ed ultimo prototipo (matricola 4202), il 31 ottobre. Seguirono altri ritardi dovuti a modifiche al telaio, alle eliche ed al carrello e dal punto di vista burocratico il direttore generale Andrej Tupolev si adoperò perché fosse rimossa dalla specifica di richiesta la possibilità di operare da basi non preparate (alla luce del considerevole peso al decollo).
L'effettiva entrata in servizio avvenne solo il 14 dicembre 1972, a 9 anni e 10 mesi dall'emissione della specifica.

### Produzione
La produzione del Tu-142 proseguì negli stessi impianti presso i quali era già stata installata la linea per il TU-95RTs: la fabbrica nº 18 nella città di Samara (che dal 1935 al 1990 portò il nome di Kujbyšev, in ricordo di un rivoluzionario russo). Dal 1972 furono prodotti 18 velivoli (inclusi i tre prototipi) con diverse modifiche, alcune significative, e molte differenze rispetto al progetto originale.
Nel 1973 il Ministero dell'Industria Aeronautica decise di trasferire la produzione del Tu-142 alla fabbrica n°86 a Taganrog, dove era terminata la produzione dei Beriev Be-12. La designazione degli esemplari usciti dai nuovi impianti fu indicata come Tu-142M.
Complessivamente il Tu-142, nelle diverse versioni, fu prodotto in circa 100 esemplari.

### Impiego operativo
La base operativa per le azioni di pattugliamento nel Mare del Nord Atlantico era Severomorsk.
Nell'Pacifico i Tu-142 operarono nel mare di Okhotsk e nel mare del Giappone e, a partire dal 1980, in territorio vietnamita, nella base di Cam Ranh.
Dati tratti da www.airwar.ru

## Descrizione tecnica

### Struttura

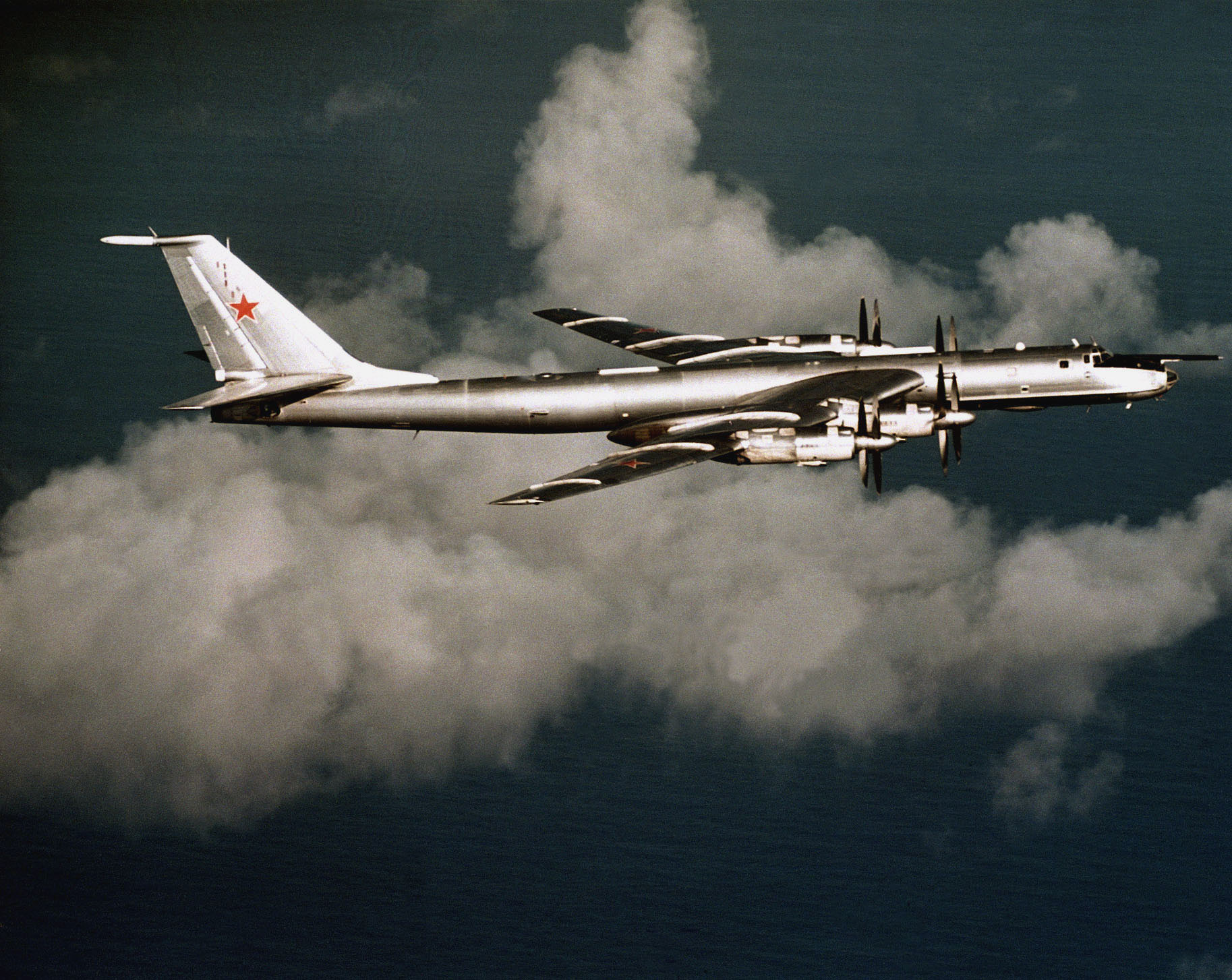
Tu-142M in volo.

Pur mantenendo la struttura sostanzialmente simile al Tu-95, il Tu-142 presentava un allungamento della fusoliera (fino a 2 m) e diverso profilo alare, con bordo d'entrata allungato e maggiormente incurvato verso il basso; permetteva migliori prestazioni di volo a quote elevate e un risparmio di carburante che compensava i maggiori consumi determinati dalla resistenza all'avanzamento provocata dal radome delle apparecchiature elettroniche.
Il vano bombe è stato utilizzato in gran parte per le installazioni elettroniche ed era riscaldato e condizionato per garantire un miglior funzionamento anche alle quote più elevate.
Poiché l'aereo era destinato a lunghi pattugliamenti marittimi, erano previsti sistemi particolari per il suo abbandono in caso di emergenza: un sistema elettropneumatico garantiva l'apertura di portelli d'emergenza (azionabili anche manualmente in caso di mancato funzionamento del sistema), mentre l'equipaggio si sarebbe servito dei 3 battelli di salvataggio disponibili.
Il Tu-142 era dotato di un sistema fisso per il rifornimento in volo dalle aerocisterne Myasishchev M-4 (non in dotazione alla Marina Sovietica ma alla V-VS).

### Armamento
- Armamento difensivo: concentrato nella torretta di poppa e costituito da due cannoncini Gryazev-Shipunov GSh-23 da 23 mm.
- Siluri:
  - AT-1 e AT-1M: velocità di 28 nodi; capaci di colpire sottomarini fino a 200 m di profondità. La loro produzione è terminata nel 1970, per cui il loro impiego è stato marginale.
  - AT-2 e AT-2M: progettati specificamente per l'Il-38; in grado di acquisire ed orientarsi verso il bersaglio in base a riconoscimento sonoro; velocità fino a 40 nodi; le modifiche apportate con la versione 2M gli consentivano di colpire bersagli fino a 400 m di profondità.
- Missili:
  - APR-1: in sostanza era un sistema d'arma che prevedeva il lancio di 3 missili a breve distanza fra loro che procedevano alla ricerca del bersaglio; una volta individuato, in pochi secondi la loro velocità saliva e potevano colpire bersagli fino a 400 m di profondità.
  - APR-2 Орлан (Orlan, Aquila di mare): risalente al 1981, era un sistema a missile singolo, migliorato nella capacità di acquisizione del bersaglio; era in grado di colpire sottomarini fino alla profondità di 400 m.

Era inoltre prevista la possibilità di impiego di bombe di profondità (sia con cariche convenzionali che con cariche nucleari), ma in genere l'equipaggiamento standard era costituito da: 3 siluri o 3 missili.

### Sistemi

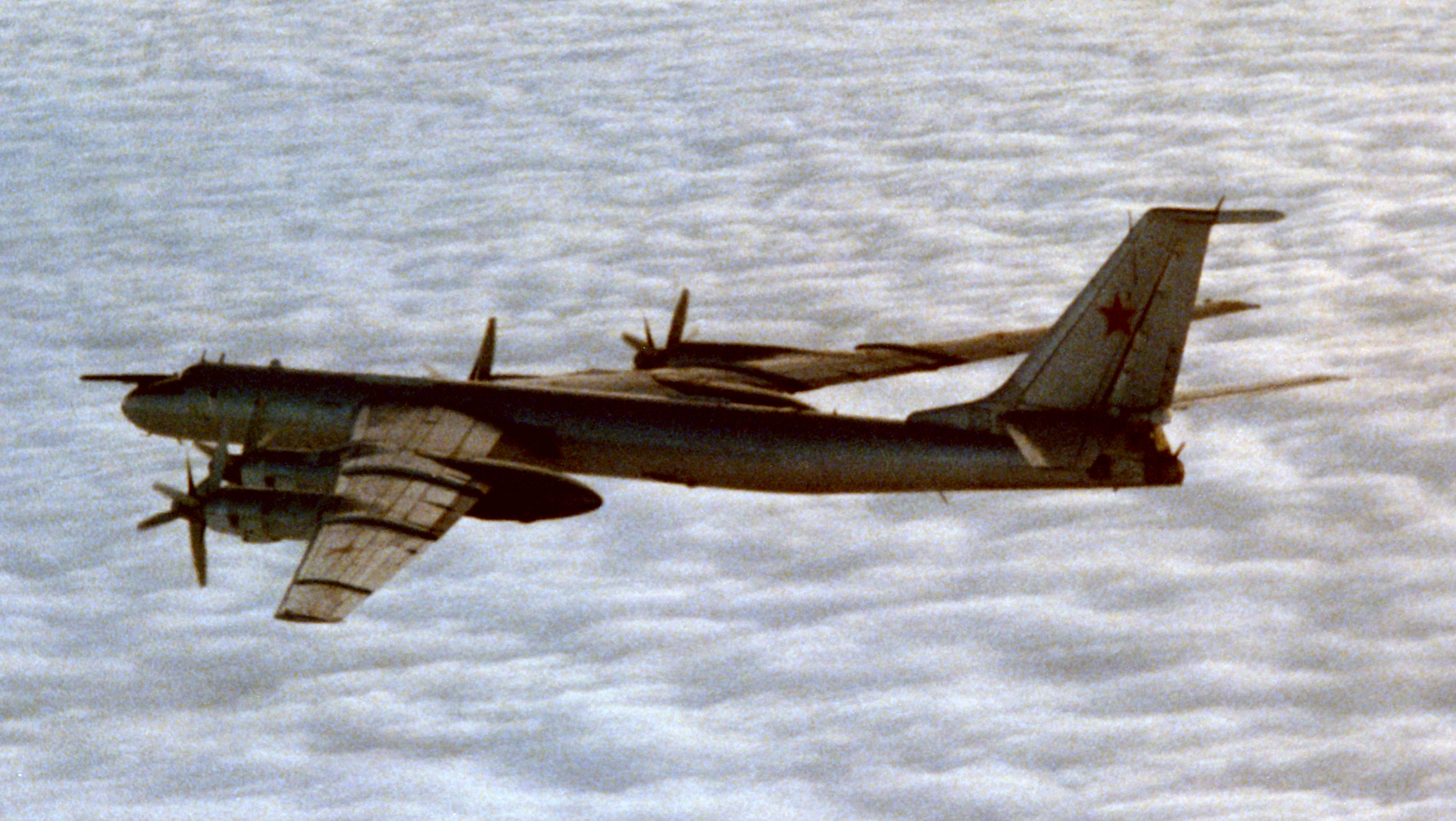
Un altro Tu-142M in volo. Sul vertice posteriore del timone di coda, si nota il magnetometro.

Il sistema di ricerca e rilevazione ASW, anche in questo caso nato per l'Il-38 e poi adattato per l'impiego sul Tu-142, era il "Беркут-95" (Berkut, Aquila reale): basato sulla ricezione di segnali emessi da boe sonore e collegato ad un computer di bordo (CVM-263), era in grado di gestire il velivolo mediante un sistema di pilotaggio automatico e seguire i bersagli acquisiti, calcolando la possibilità di successo in considerazione del tipo di arma impiegata.
Le boe sonore impiegate per la ricerca dei bersagli erano di tre tipi:
- RSL-1: di tipo passivo; sonore e non in grado di stabilire la direzione di provenienza del segnale. Erano utilizzate in gruppi di 24 (ciascuna pesava 14 kg) ed erano dotate di trasmettitore radio e luce faro: ciascuna aveva la propria frequenza di trasmissione ed il proprio codice di segnalazione luminoso; la loro funzione era di ricerca primaria (in sostanza utilizzando le 24 boe il Tu-142 creava un reticolo in grado di segnalare la presenza di bersagli in immersione);
- RSL-2: passive, sonore e direzionali: ruotando su se stesse (con una frequenza di 8 rpm) indicavano la direzione dalla quale proveniva il rumore; sul velivolo ne erano presenti 10 per determinare posizione e movimento di un bersaglio già scoperto con le RLS-1;
- RSL-3: in grado di funzionare anche in modalità attiva, particolarmente utile nel caso di bersaglio in navigazione silenziosa o a basse velocità; ogni boa RSL-3 pesava 185 kg ed ogni velivolo ne aveva 4, ciascuna con una propria frequenza.

La dotazione standard di boe impiegate in missione era di 176 RSL-1, 10 RSL-2, 4 RSL-3.
La classificazione dei contatti era fatta mediante l'ascolto di segnali provenienti dalle boe e non vi erano dispositivi automatici per il riconoscimento: in sostanza molto dipendeva dalla capacità e dall'esperienza dell'equipaggio.
Dati tratti da www.airwar.ru

## Versioni

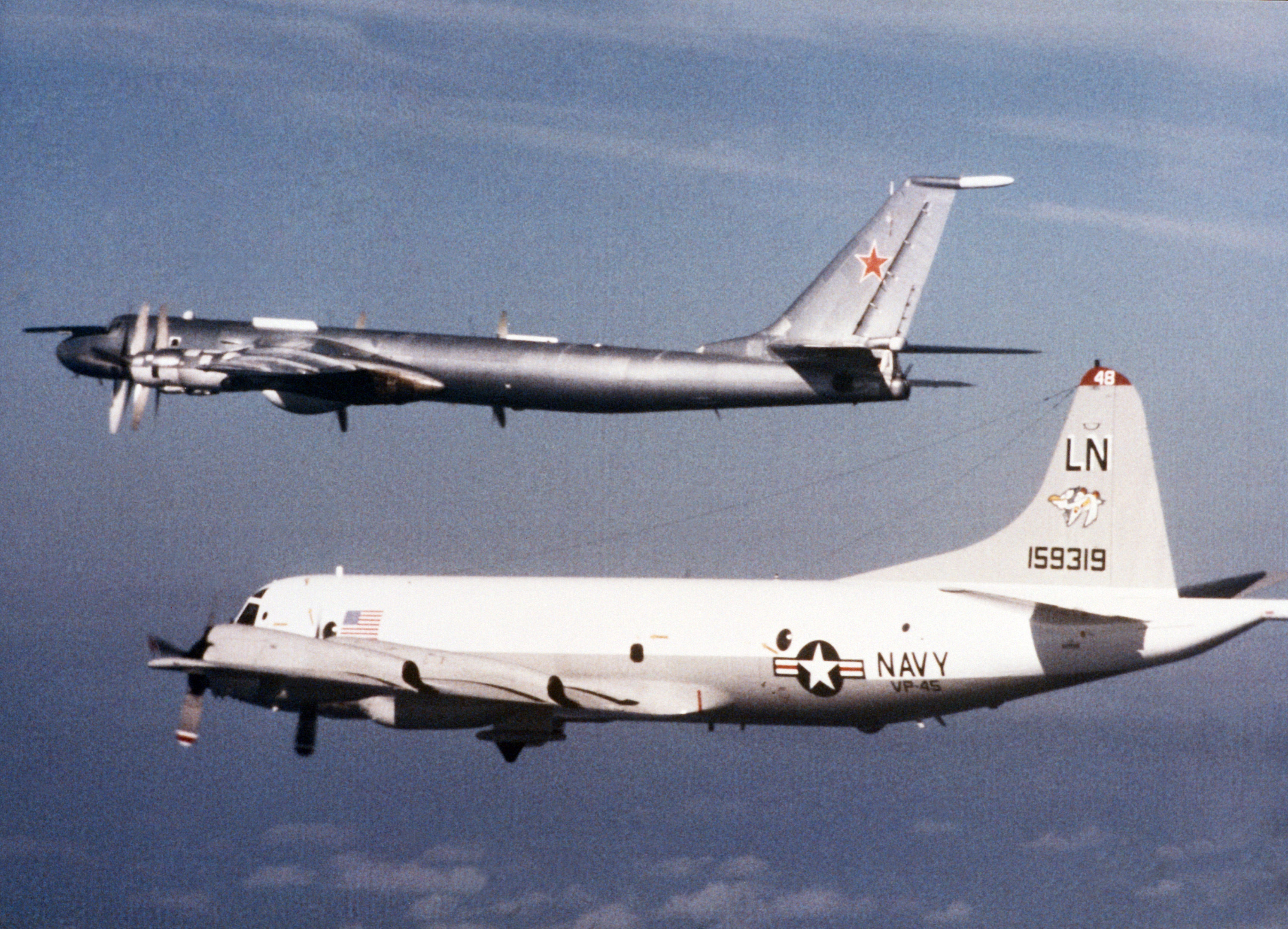
Tu-142M "scortato" da un Lockheed P-3 Orion.

- Tu-142LL(Летающая Лаборатория, letajuščaja laboratorija, laboratorio volante): l'esemplare con matricola 4243 è stato utilizzato, alla metà degli anni ottanta per testare i motori turboventola Kuznetsov NK-32 che sarebbero poi stati sviluppati per l'impiego operativo sia sul bombardiere Tu-160 che sul prototipo del Tu-144. Nel corso dei voli di prova il velivolo superò 3 diversi primati mondiali nella categoria di appartenenza.
- Tu-142M e Tu-142MK: versioni modificate nel sistema di ricerca e rilevazione, rimpiazzato con il nuovo Коршун (koršun, nibbio reale) e dotati di magnetometro Ладога (Ladoga).
- Tu-142M3: nuova versione dotata di un sistema ASW ulteriormente rinnovato definito Заречье (Zareč'e dal nome di una località).
- Tu-142MP: un prototipo per il test di una nuova versione dell'apparato di ricerca di sottomarini (nome Atlantis).
- Tu-142MR Орёл (orël, aquila): versione prodotta in un piccolo numero di esemplari, basata sulla modifica della versione "M" per il coordinamento della flotta di sottomarini lanciamissili balistici.
- Tu-142MRC: velivolo sperimentale, progettato per la sostituzione del Tu-95RC. Con l'evoluzione della tecnologia, i compiti di acquisizione dei bersagli e di intercettazione elettronica sono stati assegnati ai satelliti. L'unico esemplare (costruito all'inizio degli anni novanta) fu distrutto.

## Utilizzatori

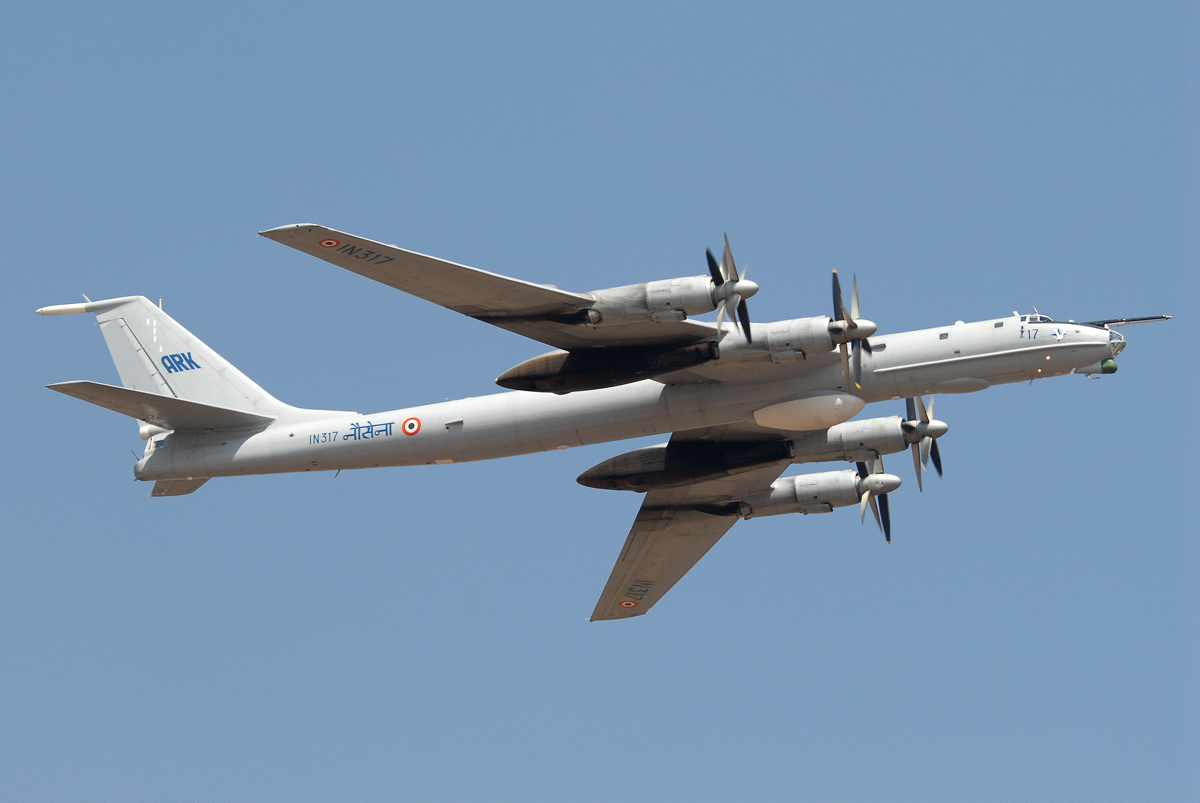
Un Tupolev Tu-142 dell'indiana Bhāratīya Nāu Senā.

India
- Naval Air Arm

8 Tu-142 per il pattugliamento marittimo ricevuti nel 1988, aggiornati allo standard Tu-142ME negli anni duemila e ritirati dal servizio il 29 marzo 2017.
 Russia
- Aviacija Voenno-Morskogo Flota

26 esemplari operativi, soprattutto nella Flotta del Pacifico.
 Ucraina
- Viys'kovo-Povitriani Syly Ukrayiny

possiede 2 esemplari di Tu-142 in condizioni di volo ma attualmente non operativi.
 Unione Sovietica
- Aviacija Voenno-Morskogo Flota

al momento della dissoluzione gli esemplari vennero integrati nella flotta russa.

## Modellismo
- (EN) Trumpeter 1/144 Tu-142MR Bear J, su Cybermodeler Online, http://www.cybermodeler.com. URL consultato il 24 settembre 2009.